# Rhamphomyia rotundicauda
Rhamphomyia rotundicauda är en tvåvingeart som beskrevs av Saigusa 1964. Rhamphomyia rotundicauda ingår i släktet Rhamphomyia och familjen dansflugor. Inga underarter finns listade i Catalogue of Life.